# Marcus Rohdén
Marcus Rohdén (11 mei 1991) is een Zweeds voetballer die doorgaans als defensieve middenvelder speelt. Hij tekende in 2016 bij FC Crotone. In 2015 debuteerde Rohdén voor Zweden.

## Clubcarrière
Rohdén speelde vier jaar in de jeugd bij IF Elfsborg, waar hij in 2011 in het eerste elftal debuteerde. De club leende hem kort uit aan Skövde AIK. In totaal maakte de middenvelder 23 doelpunten in 120 competitiduels voor Elfsborg. In augustus 2016 tekende hij een driejarig contract bij FC Crotone, dat hem voor €500.000 overnam. Op 21 augustus 2016 maakte Rohdén zijn opwachting in de Serie A in de uitwedstrijd tegen Bologna.

## Interlandcarrière
Op 15 januari 2015 debuteerde Rohdén voor Zweden in een vriendschappelijke interland tegen Ivoorkust. Hij speelde de volledige wedstrijd, die Zweden met 2–0 won na treffers van Johan Mårtensson en Rohdén zelf.